# 卧牛湖
卧牛湖是一个位于中国西藏自治区日土县的湖泊，面积约为45平方千米。